# Sinfonía n.º 7 (Sibelius)

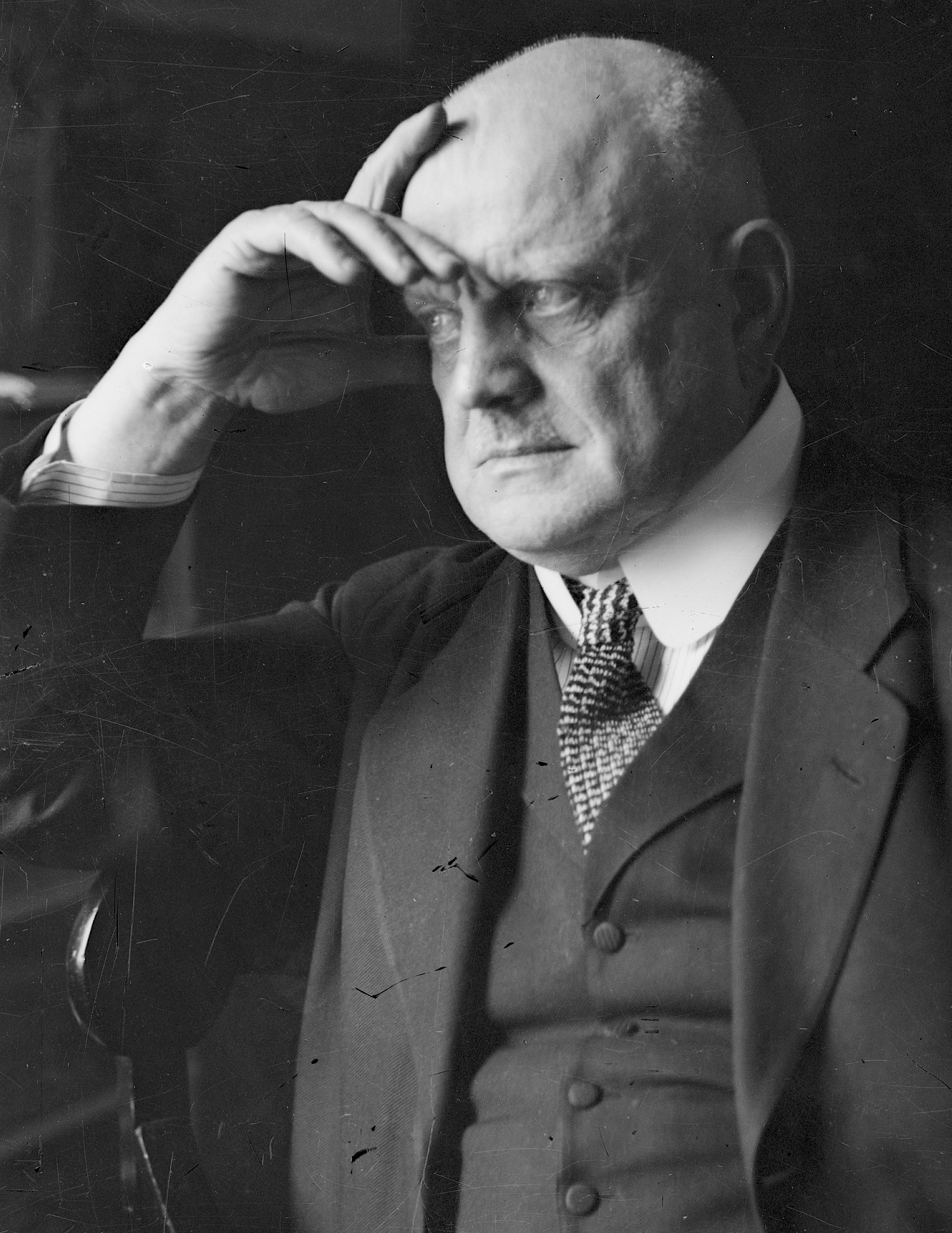
Sibelius hacia 1925-1926.

La Sinfonía n.º 7 en do mayor, Op. 105 fue compuesta por Jean Sibelius en 1924. Se trata de la última contribución al género del maestro finés.

## Historia

### Composición
La composición se desarrolló desde los primeros borradores de 1923 hasta su finalización el 2 de marzo de 1924. Sibelius llegó al concepto de una sinfonía de un único movimiento continuo tras un largo proceso de experimentación. En su Sinfonía n.º 3 de 1907 había aplicado la estructura en tres movimientos al fusionar el tercero y el cuarto. El resultado fue lo suficientemente satisfactorio y empleó la misma idea en su Sinfonía n.º 5 de 1915. Aunque su primera mención de la Séptima se produjo en diciembre de 1918, la fuente de su material se remonta a hacia 1914 cuando estaba trabajando en la Quinta. En 1918 el maestro describió sus intenciones para esta sinfonía marcados por «la alegría de vivir y vitalidad con secciones appassionato». Originalmente pensó en estructurarla en tres movimientos, el último de los cuales iba a ser un "rondó helénico". Los bocetos que han sobrevivido de principios de la década de 1920 muestran que el compositor estaba trabajando en una obra de cuatro y no tres movimientos. La tonalidad principal parece haber sido sol menor, seguido de un Adagio en do mayor, proporcionó la mayoría de temas que finalmente conforman la pieza. El primer esbozo estructurado en un único movimiento data de 1923, lo que sugiere que el maestro finés pudo haber tomado la decisión de dejar de trabajar en una obra de varios movimientos en este momento. Durante el verano de 1923 el compositor produjo nuevos esbozos, de los que al menos uno es posible tocarlo en su estado actual: sin embargo el final de la obra aún no estaba totalmente resuelto.
En 1924 Sibelius estuvo distraído de su trabajo en esta composición debido a una serie de eventos externos: la obtención de un gran premio en efectivo de una fundación de Helsinki, cumpleaños familiares y la composición de varias obras breves para piano. Cuando regresó a la Séptima, según afirma el propio compositor, bebió grandes cantidades de whisky con tal de dar firmeza a su mano mientras trabajaba en el manuscrito. Junto con sus Sinfonías n.º 5 y n.º 6, la n.º 7 fue el destino final para aprovechar el material de Kuutar, un poema sinfónico que nunca llegó a completar. Su título hace referencia a Kuutar o «Diosa de la Luna», que figura en poema épico finlandés Kalevala. Este trabajo ayudó a dar forma a las primeras partes de la Séptima, creadas durante la composición de la Quinta y la Sexta. Uno de los temas de Kuutar, llamado Tähtölä («Donde habitan las estrellas»), se convirtió en parte de la introducción Adagio de la Séptima. 
Sibelius vivió 33 años tras terminar esta obra, pero fue una de sus últimas composiciones. Tan solo completó una obra orquestal de importancia más: su poema sinfónico Tapiola. A pesar de la gran evidencia de trabajo en una Sinfonía n.º 8, se cree que el maestro quemó todo lo que había escrito. Por lo tanto, la Sinfonía n.º 7 constituye su declaración final sobre el género sinfónico.

### Estreno y publicación
El estreno se celebró el 24 de marzo de 1924 en Estocolmo con la interpretación de la Stockholms Konsertförenings orkester bajo la dirección del propio compositor. En esta primera interpretación la obra se anunció con el nombre de "Fantasia sinfonica". Al parecer el compositor no tenía claro qué nombre darle a la pieza y solo se decidió a concederle el estatus de sinfonía tras algunas deliberaciones.
La primera edición de la obra fue llevada a cabo el 25 de febrero de 1925 por el editor Wilhelm Hansen en Copenhague, bajo el título "Sinfonía n.º 7 (en un movimiento)".

## Instrumentación
La partitura está escrita para una orquesta formada por:
- Viento madera: 2 flautas (ambas doblando a flautines en el Adagio central), 2 oboes, 2 clarinetes en si bemol, 2 fagotes.
- Viento metal: 4 trompas en fa, 3 trompetas en si bemol, 3 trombones.
- Percusión: timbales.
- Cuerda: una sección de cuerdas con violines I y II, violas, violonchelos y contrabajos.

## Estructura y análisis
La sinfonía consta de un único movimiento, dividido en las siguientes secciones:
1. Adagio (cc. 1–92);
2. Un pochett. meno adagio – poco affrett. – Poco a poco affrettando il Tempo al... Vivacissimo – rallentando al... (cc. 93–221);
3. Adagio – Poco a poco meno lento al... (cc. 222–257);
4. Allegro molto moderato – Un pochett. affrettando (cc. 258–285);
5. Allegro moderato – Poco a poco meno moderato (cc. 286–408);
6. Vivace (cc. 409–448);
7. Presto – Poco a poco rallentando al... (cc. 449–475);
8. Adagio (cc. 476–495);
9. Largamente molto – Affettuoso (cc. 496–521);
10. Tempo I (cc. 522–525).

La interpretación de esta obra dura aproximadamente entre 20 y 25 minutos. Supone el punto culminante de toda una vida de trabajo para el maestro. Su continua búsqueda de nuevos procedimientos formales, iniciada con su Sinfonía n.º 2, alcanza su punto álgido en esta pieza arrolladora, concentrada y muy integrada desde el punto de vista motívico, que contiene elementos tanto de la forma sonata como del rondó. La estructura es sorprendentemente original al ser un único movimiento, a diferencia de la forma sinfónica tradicional en cuatro. Desde la época de Joseph Haydn, un movimiento de una sinfonía solía unificarse a través de un tempo aproximadamente constante y se le dotaba de variedad de forma temática y cromática. La obra está unificada por la tonalidad de do, cada pasaje importante está escrito en do mayor o en do menor. La variedad se logra mediante un cambio de tempo casi constante, así como por los contrastes de modo, articulación y textura. Ya había hecho algo similar en el movimiento inicial de su Sinfonía n.º 5, que combina elementos de un primer movimiento sinfónico estándar con un rápido Scherzo. Sin embargo, la Séptima contiene mucha más variedad en el curso de un único movimiento. Al parecer la pieza en su forma embrionaria estaba escrita en re mayor, pero finalmente pasó a ser do mayor. Muchos expertos han intentado clasificarla de diferentes maneras, pero es un ejercicio mental inútil encajarla en los esquemas formales tradicionales, ya que Sibelius domina la transición y el control de los tempos simultáneos. Cummings percibe cuatro secciones diferenciadas: a un Adagio de apertura sustancial, una sección similar a un Scherzo, otro Scherzo más amplio (que puede haber surgido de la idea del "Rondó helénico" que el compositor había mencionado originalmente en relación con esta obra y finalmente una recuperación de materiales del Adagio.
- El Adagio se inicia de forma sombría, con las cuerdas ascendiendo desde su registro grave, pero alcanzando pronto un terreno más brillante a medida que se ensamblan las partes motívicas y empieza a desarrollarse el material temático principal. Rápidamente surge un pasaje algo lúgubre en las cuerdas graves, que crece poco a poco y adquiere un carácter cada vez más apasionado, hasta culminar en una poderosa declaración epifánica, en la que las cuerdas se elevan y, después, los trombones hacen resonar gloriosamente el tema principal de la pieza. Concluye en un ambiente relativamente tenue y luminoso.[4]
- La sección similar a un Scherzo arranca casi sin interrupción y evoluciona de manera sutil a partir del material que cierra el Adagio. El tempo se acelera gradualmente y la música adquiere una intensidad oscura, pero la atmósfera resultante es, en general, lúdica y ligera en la primera mitad, pero amenazadora en la última parte, en la que las agitadas cuerdas incitan a la orquesta a un torrente que desemboca en una evocación del tema para trombón del Adagio, tratado ahora de forma más tenebrosa.[4]
- La siguiente sección es juguetona y más relajada, pero también genera cierta tensión en su parte central. La orquestación en este punto es bastante liviana y las indicaciones de tempo, Allegro molto moderato / Poco a poco meno moderato, se perciben como pausadas aunque no enérgicas ni impulsivas.[4]
- La sección final contiene al principio otra versión de la melodía del trombón, que se muestra ahora confiada y avasalladora en su sensación de triunfo. La música pasa de un pasaje angelical, casi embelesador, para cuerdas en su mayoría sin acompañamiento, a un estado de casi éxtasis, antes de construirse definitivamente a partir de cuerdas temblorosas hasta llegar a una conclusión rotunda y vencedora.[4]

## Recepción de la obra
Se ha descrito como «completamente original en la forma, sutil en su manejo de los tempi, único en su tratamiento de la tonalidad y totalmente orgánicos en desarrollo» y «el mayor logro compositivo de Sibelius».
Hubo un tiempo en que componer en do mayor se consideraba infructuoso, ya que «no tenía nada más que ofrecer». Pero en respuesta a la Séptima, el compositor británico Ralph Vaughan Williams dijo que solo el maestro finlandés podría hacer que do mayor sonara totalmente fresco. Peter Franklin, en sus notas sobre esta pieza para el ciclo de las sinfonías de Sibelius dirigidas por Segerstam bajo el sello Chandos, califica a la dramática conclusión «la mayor celebración de do mayor habida nunca».

## Discografía selecta

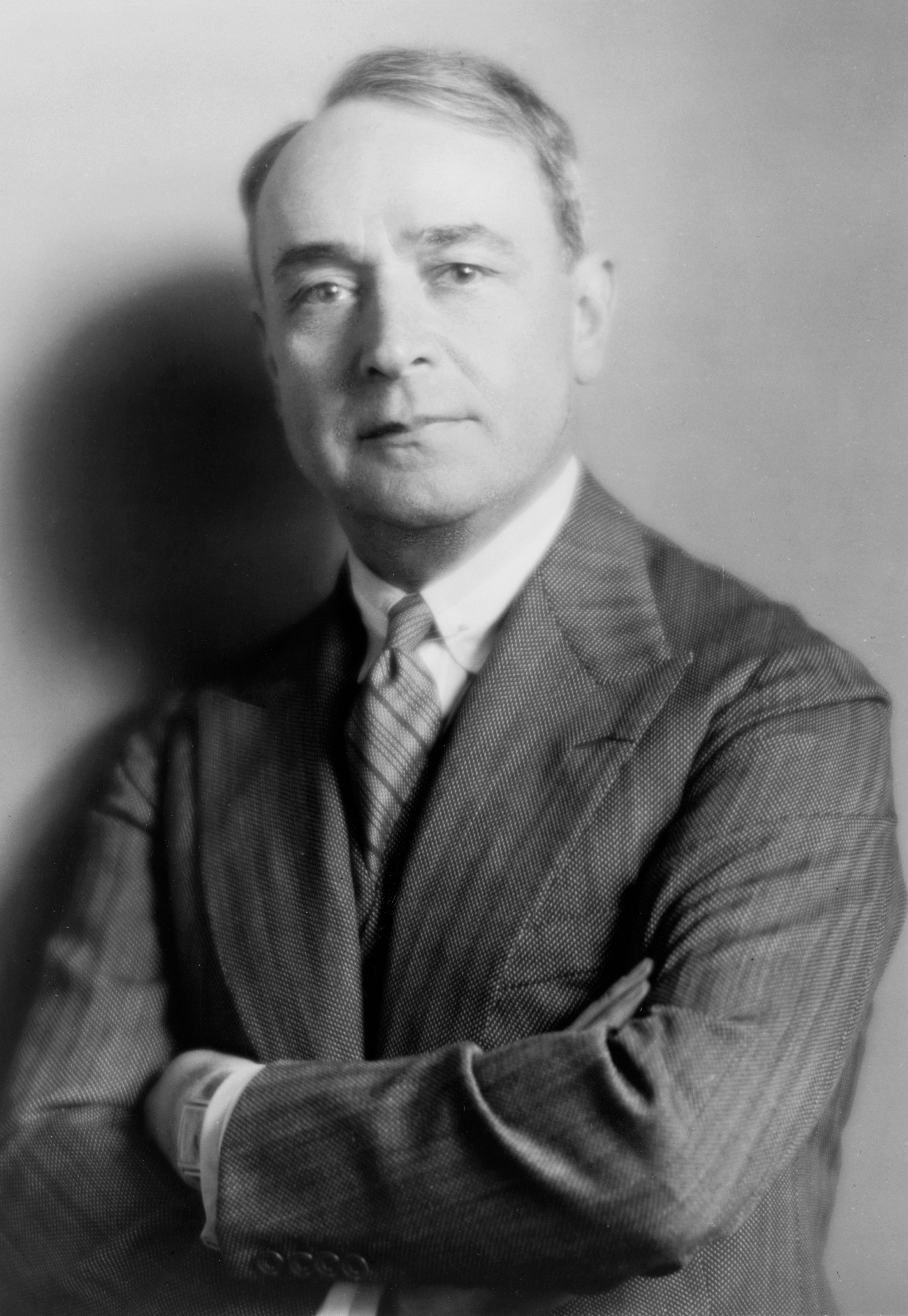
Serguéi Kusevitski, director de la primera grabación de la pieza.

La primera grabación se realizó bajo el auspicio de la Sociedad Sibelius para el sello His Master's Voice y fue llevada a cabo por el maestro ruso Serguéi Kusevitski que dirigió como invitado a la recién fundada Sinfónica de la BBC en un concierto público en el Queen's Hall de Londres el 15 de mayo de 1933. Desde entonces esta pieza ha sido objeto de numerosas grabaciones:
- 1933 – Serguéi Kusevitski, Orquesta Sinfónica de la BBC (HMV; Pearl GEMM CDS 9408; 2 discos).
- 1940 – Leopold Stokowski, The All-American Youth Orchestra (Music & Arts CD-841).
- 1948 – Serguéi Kusevitski, Orquesta Sinfónica de Boston (Vibrato VHL 362).
- 1952 – Sixten Ehrling, Real Orquesta Filarmónica de Estocolmo (Finlandia 3984-22713-2; 3 discos).[14]
- 1954 – Thomas Beecham, Royal Philharmonic Orchestra (BBC Legends BBCL 4041-2).
- 1955 – Herbert von Karajan, Orquesta Philharmonia (EMI CDM 7 63467 2; Set 4 discos: CMS 7 63464 2).
- 1965 – Leonard Bernstein, Orquesta Filarmónica de Nueva York (Sony SRCR 9539; Sony Classical Set 2 discos: 455 405-2).
- 1965 – Yevgueni Mravinski, Orquesta Filarmónica de Leningrado (Scribendum SC 503).
- 1966 – Lorin Maazel, Orquesta Filarmónica de Viena (Decca Classics 478 8541; Set 4 discos: The Seven Symphonies).[15]
- 1966 – John Barbirolli, Orquesta Hallé de Mánchester (EMI Classics 5 67299 2; Set 5 discos: The Sibelius Edition).[16]
- 1977 – Maurice Abravanel, Orquesta Sinfónica de Utah (Vanguard Classics, SVC 33).
- 1982 – Vladímir Ashkenazi, Orquesta Philharmonia (Decca 455 406-2; Set 2 discos: 455 405-2).
- 1985 – Neeme Järvi, Orquesta Sinfónica de Gotemburgo (BIS BIS-CD-311).
- 1985 – Simon Rattle, Orquesta Sinfónica de la Ciudad de Birmingham (EMI 2DJ-5447).
- 1993 – Jukka-Pekka Saraste, Orquesta Sinfónica de la Radio Finlandesa (Finlandia; Warner Music 4509-99963-2; 3 discos).[17]
- 2013 – Robert Spano, Orquesta Sinfónica de Atlanta (ASO Media CD-1004).
- 2015 – Simon Rattle, Orquesta Filarmónica de Berlín (Berliner Philharmoniker BPHR 150071).
- 2022 – Klaus Mäkelä, Orquesta Filarmónica de Oslo (Decca Classics 485 2256; 4 discos).[18] Incluye Tapiola, todas las sinfonías y fragmentos de la Sinfonía n.º 8 'perdida'.